# Byung-Chul Han
Byung-Chul Han (* 1959, Soul) je korejsko-německý filosof a kulturní teoretik. Je profesorem na Universität der Künste v Berlíně (zkráceně UdK).

## Život
Zpočátku studoval metalurgii, pak se přestěhoval do Německa a od roku 1980 se věnoval studiu filozofie, němčiny, literatury a katolické teologie. Doktorát získal na studiích ve Freiburgu disertační prací o Martinu Heideggerovi (1994). V roce 2000 nastoupil na katedru filozofie University v Basileji, kde se v roce 2010 habilitoval. Jeho oblastí zájmu je filozofie 18., 19. a 20. století, etika, sociální filozofie, fenomenologie, kulturologie, estetika, náboženství, teorie médií a mezikulturní filozofie. Od roku 2012 vyučuje filozofii a teorii kultury na Universität der Künste v Berlíně (UdK).

## Dílo a myšlení
Han je autorem šestnácti knih, z nichž poslední pojednávají o podmínkách tzv. "společnosti únavy" (Müdigkeitsgesellschaft), "společnosti transparence" (Transparenzgesellschaft) a o neologismu shanzai, - ten interpretuje jako dekonstrukci aplikovanou současnou praxí čínského kapitalismu.
Hanova současná práce se zaměřuje na transparentnost jako kulturní normu neoliberální tržní společnosti. Ta vede až k dobrovolnému sebeodhalování a k diktátu, který se běžně vymáhá v totalitních systémech a připomíná pornografii. Otevřenost se upřednostňuje na úkor jiných společenských hodnot jako jsou stud, tajemství a důvěra. V nedávné době přestal poskytovat médiím rozhovory a zřídka uvádí jakékoli životopisné údaje.
Ve svých knihách popisuje dnešní společnost jako společnost únavy (původní německý název: Müdigkeitsgesellschaft), kterou charakterizuje patologická porucha vedoucí k depresi, rozptýlení pozornosti, hyperaktivita a s častým syndromem vyhoření. Tvrdí, že to nejsou "infekce", ale "infarkty", způsobené negativní imunologickou reakcí na prostředí, kde převládá móda pozitivity.
V Agonii Eróta přináší Byung-Chul Han myšlenky, které již uvedl ve svých dřívějších knihách o společnosti únavy a o společnosti transparence (německy: Transparenzgesellschaft). Zaměřuje pozornost na vzájemný vztah lidí označovaný za lásku na příkladu rozboru znaků ve filmu Larse von Triera Melancholia. Zde Han spatřuje depresi protagonistů a problematizuje její překonávání. Vidí v tom obraz dnešní společnosti, v níž výrazně převládá narcismus a sebestřednost. Han ve své analýze konstatuje skutečnost, že se vytrácí touha a mizí schopnosti věnovat se druhému. Točíme se kolem sebe samých a v této křeči nelze vztahy vytvářet. Dokonce i láska a sexualita jsou prostoupeny těmito sociálními změnami: sex, pornografie a vystavování se na veřejný odiv zastupují lásku a erotiku. Ve spojení s diktátem pozitivity vede sebestřednost ke zatemnění myšlení a fantazie. Jak Han uvádí, tato společenská nemoc není dosud diagnostikována, natož aby byla léčena. Agónie Eróta je také agónii myšlení. Nejdříve musí být ctěn řád, až poté nám může sloužit jeho případné přestoupení.
Han píše o tématech jako je pozornost, hyperaktivita, porucha osobnosti, syndrom vyhoření, deprese, vyčerpání, internet, láska, pop kultura, výkon, racionalita, náboženství, sociální média, subjektivita, únava, transparentnost a násilí.
Kniha Müdigkeitsgesellschaft vyšla 11 jazycích. Podle několika jihokorejských novin je to nejdůležitější kniha roku 2012.